# Jonglei
Jonglei és un dels deu estats del Sudan del Sud i el més gran i poblat del país amb 122.479 km² i 1.358.602 habitants. La capital és Bor.
Jonglei està dividit en 11 comtats dirigits per comissionats nomenats pel president de la república d'acord amb el governador:
- Twic East
- Duk
- Bor
- Akobo
- Nyirol
- Uror
- Pibor
- Pochalla
- Ayod
- Pigi
- Fangak

Les tribus principals que habiten l'estat són els murles, els jieng (grup dels dinkes), els nuers (naath), els anuaks i els kachipos. L'estat limita amb Etiòpia a l'est, Equatòria Oriental al sud, Nil Superior al nord, i Unitat i Llacs a l'oest.
L'estat es va formar el 1994 segregat de l'estat del (Gran) Nil Superior.